# 797 Montana
797 Montana è un asteroide della fascia principale. Scoperto nel 1914, presenta un'orbita caratterizzata da un semiasse maggiore pari a 2,5348857 UA e da un'eccentricità di 0,0601829, inclinata di 4,50134° rispetto all'eclittica.
Il suo nome è un omaggio alla località tedesca di Bergedorf ("Villaggio delle montagne"), dove si trova l'osservatorio in cui l'asteroide venne scoperto.